# Chiesa Madre San Giovanni Apostolo ed Evangelista
La chiesa madre di San Giovanni Apostolo ed Evangelista è un luogo di culto cattolico a Sortino, nell'arcidiocesi di Siracusa.

## Descrizione

### Esterni

#### Facciata
La chiesa presenta una facciata barocca a tre ordini con un portale fiancheggiato da colonne tortili. Nelle tre nicchie sono presenti le statue di Mosè (sinistra), san Giovanni Evangelista (al centro, sopra l'ingresso principale) e sant'Elia (destra).

#### Sagrato
Il sagrato è un mosaico in ciottoli neri e bianchi e lastre in pietra, realizzato tra il 1772 e il 1784. Secondo la tradizione popolare, i ciottoli necessari alla realizzazione del manufatto vennero prelevati dal greto del torrente Guccione dalle donne che andavano al fiume a lavare i panni, mentre le lastre in pietra vennero portati dagli uomini, che le trasportavano con i loro carretti, dopo averle estratte dalle cave circostanti Sortino. Sia le une che gli altri offrivano gratuitamente il loro lavoro per la realizzazione del sagrato. Il sagrato si estende inoltre per una superficie di ca. 2000 mq e si caratterizza per la rigorosa successione di figure geometriche che vengono rappresentate.

### Interni
L'interno è a croce latina e a tre navate, suddivise da dieci pilastri di pietra.
Tra il 1776 e il 1779 Giuseppe Crestadoro realizzò un ciclo di affreschi nella navata maggiore, rappresentati l'Apocalisse di San Giovanni Evangelista, i Quattro Evangelisti ed Episodi biblici: Trionfo della Verità sull'Errore, Arcangelo San Michele che scaccia Lucifero, Adamo ed Eva tentati dal Demonio, Trionfo del Santissimo Sacramento, Cacciata di Eliodoro. Sempre del 1779 è la sua tela marattesca Madonna che appare a san Filippo Neri. Crestadoro è autore anche della tela sospesa dietro l'altare maggiore, Santissima Trinità e San Giovanni Evangelista. Vito D'Anna invece realizzò le tele Deposizione di Cristo e San Michele Arcangelo nel 1765.
L'organo della chiesa fu realizzato da Donato Del Piano tra il 1762 e il 1763. Nella chiesa sono conservati anche un fonte battesimale e un'acquasantiera risalente al 1556 e con inciso lo stemma dei Gaetani.